# Pierre Giraud (cardinal)
Pour les articles homonymes, voir Pierre Giraud et Giraud.
Pierre Giraud, né le 11 août 1791 à Montferrand et mort le 17 avril 1850 à Cambrai, est un cardinal français du XIXe siècle.

## Biographie
Pierre Giraud est curé de la cathédrale de Clermont. 
Il est élu évêque de Rodez en 1830 et archevêque de Cambrai en 1842. 
Il est créé cardinal par le pape Pie IX lors du consistoire du 11 juin 1847.

## Succession apostolique
Pierre Giraud a ordonné les évêques suivants :
- Évêque Casimir-Alexis-Joseph Wicart (1845)
- Évêque Alexandre-Hippolyte-Xavier Monnet, C.S.Sp. (1848)

## Distinction
- Officier de la Légion d'honneur (9 aout 1847)[3]

## Armes
D'argent à la nef du même flottant sur une mer d'azur, au tourteau du même placé au canton sénestre du chef chargé de 2 étoiles d'argent en bande.

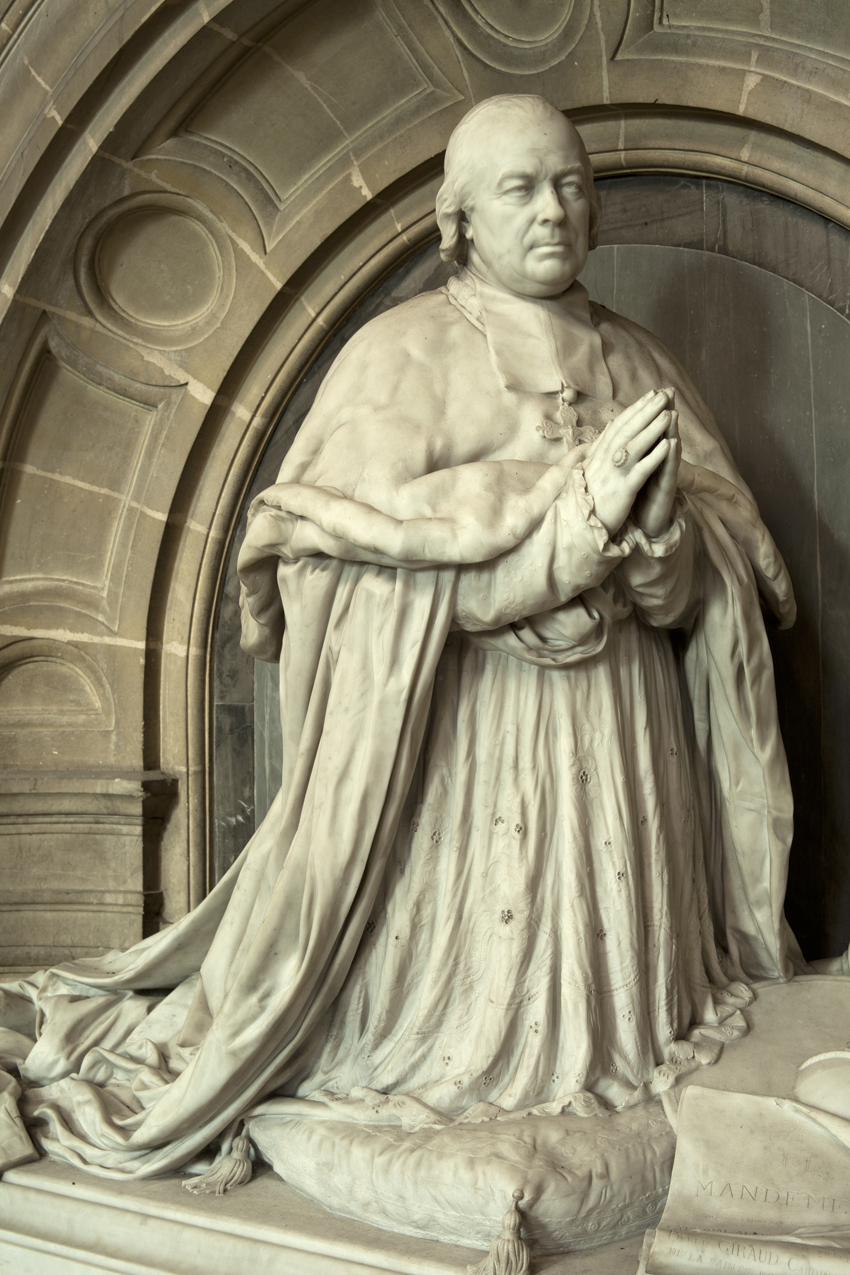
Monument funéraire du cardinal Giraud, cathédrale Notre-Dame-de-Grâce de Cambrai.

## Sources
- Notices d'autorité :   - VIAF
  - ISNI
  - BnF (données)
  - IdRef
  - LCCN
  - GND
  - Pays-Bas
  - Israël
  - Vatican
  - WorldCat
- Ressources relatives à la religion :   - Catholic Hierarchy
  - Cardinals of the Holy Roman Church
- Ressource relative à la vie publique :   - base Léonore